# Římskokatolická farnost Véska
Římskokatolická farnost Véska je farnost římskokatolické církve v děkanátu Bílovec ostravsko-opavské diecéze.
Farním kostelem je kostel Navštívení Panny Marie ve Vésce. Jedná se o pozdně barokní stavbu z konce 18. století (1788–1792). Bohoslužby se příležitostně konají i v drobné klasicistní kapli svatého Huberta z počátku 19. století.
I v přifařených obcích existují kostely a kaple, v nichž se konají pravidelné bohoslužby:
- Heřmánky, filiální kostel Neposkvrněného Početí Panny Marie (nebo svaté Anny?) z roku 1782 (1783?),[1][8][9][10][11]
- Heřmanice u Oder, kaple svatého Jana Nepomuckého postavená roku 1790 a přestavěná (zvětšená) roku 1858,[12][13][14]
- Kamenka, filiální kostel (původně kaple) Nejsvětější Trojice, postavený roku 1828 na místě staré dřevěné kaple z roku 1668.[12][15][16][17]

## Historie
Vesnice Véska patřila od středověku k farnost Odry. Zřejmě za Jeronýma z Lideřova (panství Odry vlastnil v letech 1470–1515) byl ve Vésce postaven dřevěný filiální kostel (Navštívení) Panny Marie (tato stavba byla stržena roku 1803). Z oderské farnosti byla filiálka Véska spravována v době i na přelomu 16. a 17. století, kdy ji drželi luteránští kněží. Gregor Wolný uvádí, že se zde r. 1564 zmiňuje farář Georg. Jiné doklady církevní nezávislosti na oderské farnosti nejsou.
Již roku 1781 žádaly obce Véska, Heřmanice, Heřmánky a Kamenka oderskou vrchnost, knížete Lichnovského, o zřízení stálého kaplanského místa pro tyto obce. Kníže chtěl v prospěch tohoto záměru konvertovat nadaci na oderského městského kaplana z roku 1697, narazil však na odpor oderského děkana von Beera a na zřízení zcela nového kaplanského místa prostředky nabízené zmíněnými obcemi nestačily. Ale v roce 1784 byla v rámci josefinských reforem zrušena řada klášterů a z jejich prostředků vytvořena náboženská matice, jejímž úkolem bylo mimo jiné zahustit farní síť. To se dotklo i severní části oderského panství, odkud měli věřící do města a farního kostela příliš daleko. Původně bylo zamýšleno zřídit pod patronátem náboženské matice vedle nové farnosti ve Vésce také lokálie v Heřmánkách a Slezských Vlkovicích, nakonec se realizoval jen první záměr.
Prvním farářem ve Vésce se 1. července 1785 stal dosavadní oderský kaplan Karl Scholz. Již roku 1786 byla dostavěna nová fara a v letech 1788–1792 vystavěn nový kamenný kostel; starý dřevěný byl prodán v dražbě.
Patronát farnosti patřil od zřízení náboženské matici.
Obvod farnosti tvořily od založení vesnice Heřmanice u Oder, Heřmánky, Kamenka, Véska a Slezské Vlkovice. Heřmánky sice několikrát usilovaly o zřízení vlastní duchovní správy, např. v 50. letech 19. století o zřízení lokálie pro Heřmánky, Jakubčovice (farnost Odry) a Klokočůvek (farnost Klokočov), záměr však ztroskotal na odporu farářů z Oder a Klokočova. V 60. letech 20. století byly od farnosti odloučeny Slezské Vlkovice a staly se střediskem samostatné farnosti; zbývající čtyři sídla tvoří obvod farnosti doposud.
V roce 1836 žilo ve farnosti 1676 obyvatel, vesměs římských katolíků. V roce 1859 žilo ve farnosti 1851 římských katolíků (vedle tří židů). V roce 1930 žilo ve farnosti 1604 obyvatel, z čehož 1597 (přes 99 %) se přihlásilo k římskokatolickému vyznání.
Farnost Véska od svého zřízení roku 1784 do roku 1962 patřila k děkanátu Odry, od reorganizace církevní správy k 1. lednu 1963 patří k děkanátu Bílovec. Do roku 1996 byla součástí arcidiecéze olomoucké, od uvedeného roku pak nově vytvořené diecéze ostravsko-opavské.
Od roku 2015 je farnost spravována excurrendo ze Spálova.

## Bohoslužby
| Kostel                                   | Místo            | Bohoslužba (den)                 | Hodina     | Poznámka        |
| ---------------------------------------- | ---------------- | -------------------------------- | ---------- | --------------- |
| kostel Navštívení Panny Marie            | Véska            | poslední čtvrtek v měsíci neděle | 18.00 8.00 | farní kostel    |
| kostel Neposkvrněného Početí Panny Marie | Heřmánky         | sobota                           | 15.00      | filiální kostel |
| kostel Nejsvětější Trojice               | Kamenka          | 1 . neděli v měsíci              | 8. 00      | filiální kostel |
| kaple svatého Jana Nepomuckého           | Heřmanice u Oder | čtvrtek                          | 18. 00     | kaple           |
| kaple svatého Huberta                    | Véska            | příležitostně                    |            | kaple           |

## Faráři ve Vésce
Duchovními správci ve Vésce byli:
- 1785–1806 Karel Scholz
- 1806–1815 Florian Vavrečka
- 1815–1830 Karl Josef Hopp
- 1830–1835 Josef Schaaf
- 1835–1836 Anton Mudrak, administrátor
- 1836–1849 Andreas Gläser
- 1849–1856 Josef Stir
- 1856–1867 Johann Schilder
- 1867–1874 Josef Bernhauer
- 1874–1885 Karel Charvát
- 1885–1887 Ignaz Heichel
- 1887–? Franz Hilke
- 1905–1934 Valentin Nepustil
- 1935–1946 Engelbert Langer
- 1946–1955 Richard Klíč
- 1955–1962 Alois Tkadlec
- 1962–1998 František Bureš

- 1998–2010 Jiří Šenkeřík
- 2010–2010 Karel Macků
- od 2010 Oldřich Máša, administrátor
- od 2015 Zdenko Vavro, administrátor excurrendo
- od 2020 Bohumil Vícha, administrátor excurrendo